# Briefmarken-Jahrgang 1987 der Deutschen Post der DDR
Der Briefmarken-Jahrgang 1987 der Deutschen Post der Deutschen Demokratischen Republik umfasste 55 einzelne Sondermarken, drei Briefmarkenblocks mit zusammen vier Sondermarken und sieben Kleinbogen mit zusammen zwölf Sondermarken. Acht Briefmarken wurden zusammenhängend gedruckt; dabei gab es zwei Paare mit innenliegendem Zierfeld. Einige Motive gab es als sowohl als Einzelmarken als auch als Kleinbogen oder in einem Briefmarkenheft.
Dauermarken wurden in diesem Jahrgang nicht ausgegeben. Insgesamt gab es 77 unterschiedliche Ausgaben.
Alle Briefmarken-Ausgaben seit 1964 sowie die 2-Mark-Werte der Dauermarkenserie Präsident Wilhelm Pieck und die bereits seit 1961 erschienene Dauermarkenserie Staatsratsvorsitzender Walter Ulbricht waren ursprünglich unbegrenzt frankaturgültig. Mit der Wiedervereinigung verloren alle Marken nach dem 2. Oktober 1990 ihre Gültigkeit.

## Liste der Ausgaben und Motive
Legende
- Bild: Eine bearbeitete Abbildung der genannten Marke. Das Verhältnis der Größe der Briefmarken zueinander ist in diesem Artikel annähernd maßstabsgerecht dargestellt. Sollten keine Marken abgebildet sein, liegt es daran, dass das Urheberrecht des Künstlers noch nicht erloschen ist.
- Beschreibung: Eine Kurzbeschreibung des Motivs und/oder des Ausgabegrundes. Bei ausgegebenen Serien oder Blocks werden die zusammengehörigen Beschreibungen mit einer Markierung versehen eingerückt.
- Wert: Der Frankaturwert der einzelnen Marke in Pfennig. Ein „+“ bedeutet, dass es sich um eine Zuschlagsmarke handelt (= Frankaturwert + Spende).
- Ausgabedatum: Das Datum des erstmaligen Verkaufs dieser Briefmarke.
- Auflage: Soweit bekannt, wird hier die zum Verkauf angebotene Anzahl dieser Ausgabe angegeben.
- Entwurf: Soweit bekannt, wird hier angegeben, von wem der Entwurf dieser Marke stammt.
- Mi.-Nr.: Diese Briefmarke wird im Michel-Katalog unter der entsprechenden Nummer gelistet.

| Sondermarken | |        |                       |             |                                  |         |
| Bild         | Beschreibung | Wert   | Ausgabe- datum (1987) | Auflage     | Entwurf                          | Mi.-Nr. |
|              | Historische Denkmale: Rolandsäulen (I) - Stendal (1525) | 10     | 20. Januar            | 18.000.000  | Andrea Soest                     | 3063    |
|              | - Halle (1719) | 20     | 20. Januar            | 8.000.000   | Andrea Soest                     | 3064    |
|              | - Brandenburg (1474) | 35     | 20. Januar            | 3.500.000   | Andrea Soest                     | 3065    |
|              | - Quedlinburg (1460) | 50     | 20. Januar            | 2.100.000   | Andrea Soest                     | 3066    |
|              | Historische Postgebäude Die folgenden vier Marken wurden auch als Zusammendruck in Viererblockanordnung ausgegeben: Auflage aus Viererblock: jeweils 3.500.000 Einzelmarken - Postamt Freiberg                      | 10     | 3. Februar            | 21.500.000  | Hans Detlefsen                   | 3067    |
|              | - Postamt Perleberg 1 | 20     | 3. Februar            | 11.500.000  | Hans Detlefsen                   | 3068    |
|              | - Postamt Weimar | 70     | 3. Februar            | 7.000.000   | Hans Detlefsen                   | 3069    |
|              | - Postamt Kirschau | 1,20 M | 3. Februar            | 5.600.000   | Hans Detlefsen                   | 3070    |
|              | 750 Jahre Berlin (II) - Palais Ephraim | 20     | 17. Februar           | 8.000.000   | Detlef Glinski                   | 3071    |
|              | - Alt-Marzahn, Neubauten | 35     | 17. Februar           | 4.000.000   | Detlef Glinski                   | 3072    |
|              | - Marx-Engels-Forum | 70     | 17. Februar           | 4.000.000   | Detlef Glinski                   | 3073    |
|              | - Friedrichstadtpalast | 85     | 17. Februar           | 2.100.000   | Detlef Glinski                   | 3074    |
|              | Diese Marke wurde als Kleinbogen ausgegeben: - Palais Ephraim | 10     | 17. Februar           | 8.400.000   | Detlef Glinski                   | 3075    |
|              | Diese Marke wurde als Kleinbogen ausgegeben: - Alt-Marzahn, Neubauten | 10     | 17. Februar           | 8.400.000   | Detlef Glinski                   | 3076    |
|              | Diese Marke wurde als Kleinbogen ausgegeben: - Marx-Engels-Forum | 20     | 17. Februar           | 8.400.000   | Detlef Glinski                   | 3077    |
|              | Diese Marke wurde als Kleinbogen ausgegeben: - Friedrichstadtpalast | 20     | 17. Februar           | 8.400.000   | Detlef Glinski                   | 3078    |
|              | 40 Jahre Demokratischer Frauenbund Deutschlands (DFD) Frau mit roter Blume im Haar | 10     | 3. März               | 18.000.000  | Paul Reißmüller                  | 3079    |
|              | Leipziger Frühjahrsmesse - Neubau Messehalle 20, Technische Messe | 35     | 10. März              | 4.000.000   | Jochen Bertholdt                 | 3080    |
|              | - Händler vor der Waage am Markt (um 1804) | 50     | 10. März              | 2.100.000   | Jochen Bertholdt                 | 3081    |
|              | Persönlichkeiten der deutschen Arbeiterbewegung (XIV) - Fritz Gäbler (1897–1974) | 10     | 24. März              | 6.000.000   | Gerhard Stauf                    | 3082    |
|              | - Robert Siewert (1887–1973) | 10     | 24. März              | 6.000.000   | Gerhard Stauf                    | 3083    |
|              | - Walter Vesper (1897–1978) | 10     | 24. März              | 6.000.000   | Gerhard Stauf                    | 3084    |
|              | - Clara Zetkin (1857–1933), Frauenrechtlerin, Alterspräsidentin des Reichstages | 10     | 24. März              | 6.000.000   | Gerhard Stauf                    | 3085    |
|              | Kongreß des Freien Deutschen Gewerkschaftsbundes (FDGB), Berlin Diese und die folgende Marke wurden als Zusammendruck mit einem dazwischenliegenden Zierfeld ausgegeben: - Wohnungsbau                              | 20     | 7. April              | 3.500.000   | Peter Korn                       | 3086    |
|              | - Technologie | 50     | 7. April              | 3.500.000   | Peter Korn                       | 3087    |
|              | Kongreß des Deutschen Roten Kreuzes der DDR. Dresden DRK-Fahne, Weltkarte, Friedenstauben | 35     | 7. April              | 3.500.000   | Link                             | 3088    |
|              | 75 Jahre Deutsches Hygiene-Museum, Dresden Karl August Lingner, Museumsgebäude | 85     | 7. April              | 3.000.000   | Berthold Lindner                 | 3089    |
|              | 35 Jahre Landwirtschaftliche Produktionsgenossenschaften (LPG) Landwirtschaftsmaschinen, Pferdepflug | 20     | 21. April             | 8.000.000   | Joachim Rieß                     | 3090    |
|              | Bedeutende Persönlichkeiten (X) - Ludwig Uhland (1787–1862), Dichter und Germanist | 10     | 5. Mai                | 8.000.000   | Manfred Gottschall               | 3091    |
|              | - Arnold Zweig (1887–1968), Schriftsteller | 20     | 5. Mai                | 8.000.000   | Manfred Gottschall               | 3092    |
|              | - Gerhart Hauptmann (1862–1946), Dichter, Dramatiker und Nobelpreisträger | 35     | 5. Mai                | 3.500.000   | Manfred Gottschall               | 3093    |
|              | - Gustav Hertz (1887–1975), Physiker und Nobelpreisträger | 50     | 5. Mai                | 2.100.000   | Manfred Gottschall               | 3094    |
|              | Süßwasserfische - Blei (Abramis brama) | 5      | 19. Mai               | 6.000.000   | Kraus                            | 3095 I  |
|              | Diese Briefmarke wurde auch als Kleinbogen ausgegeben: Auflage aus Kleinbogen: 8.400.000 - Bachforelle (Salmo trutta fario)                                                                                         | 10     | 19. Mai               | 26.4000.000 | Kraus                            | 3096 I  |
|              | Diese Marke stammt aus einem Markenheftchen - Bachforelle (Salmo trutta fario) | 10     | 29. November 1988     | 77.000.000  | Kraus                            | 3096 II |
|              | Diese Briefmarke wurde auch als Kleinbogen ausgegeben: Auflage aus Kleinbogen: 8.400.000 - Wels (Silurus glanis) | 20     | 19. Mai               | 16.400.000  | Kraus                            | 3097 I  |
|              | - Äsche (Thymallus thymallus) | 35     | 19. Mai               | 3.500.000   | Kraus                            | 3098 I  |
|              | - Barbe (Barbus barbus) | 50     | 19. Mai               | 3.500.000   | Kraus                            | 3099 I  |
|              | - Hecht (Esox lucius) | 70     | 19. Mai               | 2.100.000   | Kraus                            | 3100 I  |
|              | Feuerwehren: Löschfahrzeuge Die folgenden vier Marken wurden auch als Zusammendruck in Viererblockanordnung ausgegeben: Auflage aus Viererblock: jeweils 2.300.000 Einzelmarken - Bespannte Handdruckspritze (1756) | 10     | 16. Juni              | 18.300.000  | Lutz Lüders                      | 3101    |
|              | - Mobile Dampfspritze (1903). | 25     | 16. Juni              | 5.800.000   | Lutz Lüders                      | 3102    |
|              | - Löschfahrzeug Lf15 (1919). | 40     | 16. Juni              | 5.800.000   | Lutz Lüders                      | 3103    |
|              | - Löschfahrzeug LF 16-TS 8 (1971) | 70     | 16. Juni              | 4.400.000   | Lutz Lüders                      | 3104    |
|              | Internationale Solidarität: Kampf gegen Apartheid - Afrikanerin mit Kind | 10+5   | 16. Juni              | 3.500.000   | Jochen Bertholdt                 | 3105    |
|              | 100 Jahre Esperanto Diese Marke wurde als Briefmarkenblock ausgegeben: Ludwig Lazarus Zamenhof, polnischer Augenarzt, Erfinder der Weltsprache Esperanto                                                            | 85     | 7. Juli               | 2.100.000   | Ekkehart Haller                  | 3106    |
|              | Vom Aussterben bedrohte Tiere (III) - Fischotter (Lutra lutra); WWF-Symbol | 10     | 7. Juli               | 24.000.000  | Ursula Abramowski-Lautenschläger | 3107    |
|              | - Fischotter (Lutra lutra); WWF-Symbol | 25     | 7. Juli               | 3.500.000   | Ursula Abramowski-Lautenschläger | 3108    |
|              | - Fischotter (Lutra lutra); WWF-Symbol | 35     | 7. Juli               | 3.500.000   | Ursula Abramowski-Lautenschläger | 3109    |
|              | - Fischotter (Lutra lutra); WWF-Symbol | 60     | 7. Juli               | 2.100.000   | Ursula Abramowski-Lautenschläger | 3110    |
|              | VIII. Turn- und Sportfest, XI. Kinder- und Jugendspartakiade, Leipzig - Tauziehen | 5      | 21. Juli              | 6.000.000   | Ralf-Jürgen Lehmann              | 3111    |
|              | - Handball | 10     | 21. Juli              | 8.000.000   | Ralf-Jürgen Lehmann              | 3112    |
|              | - Weitsprung | 20+5   | 21. Juli              | 5.000.000   | Ralf-Jürgen Lehmann              | 3113    |
|              | - Tischtennis | 35     | 21. Juli              | 3.500.000   | Ralf-Jürgen Lehmann              | 3114    |
|              | - Kegeln | 40     | 21. Juli              | 3.500.000   | Ralf-Jürgen Lehmann              | 3115    |
|              | - Meilenlauf | 70     | 21. Juli              | 2.250.000   | Ralf-Jürgen Lehmann              | 3116    |
|              | 35 Jahre Gesellschaft für Sport und Technik (GST) GST-Mitglieder in verschiedenen Ausbildungsdisziplinen | 10     | 4. August             | 8.000.000   | Joachim Rieß                     | 3117    |
|              | Tag der Philatelisten Diese und die folgende Marke wurden als Zusammendruck mit einem dazwischenliegenden Zierfeld ausgegeben: - Ehemaliges Hofpostamt Berlin (um 1760)                                             | 10+5   | 11. August            | 3.500.000   | Jochen Bertholdt                 | 3118    |
|              | - Wartenberg-Palais, Berlin | 20     | 11. August            | 3.500.000   | Jochen Bertholdt                 | 3119    |
|              | Leipziger Herbstmesse Die folgenden zwei Marken wurde als Briefmarkenblock ausgegeben: - Historische Messeszene (1804) nach Radierungen aus den Leipziger Meßscenen von Christian Gottfried Heinrich Geißler        | 40     | 25. August            | 2.400.000   | Harry Scheuner                   | 3120    |
|              | - Historische Messeszene (1804) nach Radierungen aus den Leipziger Meßscenen von Christian Gottfried Heinrich Geißler                                                                                               | 50     | 25. August            | 2.400.000   | Harry Scheuner                   | 3121    |
|              | Internationale Mahn- und Gedenkstätten Skulptur in der Mahn- und Gedenkstätte Budapest | 35     | 8. September          | 3.500.000   | Manfred Gottschall               | 3122    |
|              | 750 Jahre Berlin (III) Diese Marke wurde als Briefmarkenblock ausgegeben: Ernst-Thälmann-Denkmal im Ernst-Thälmann-Park, Berlin                                                                                     | 1,35 M | 8. September          | 2.400.000   | Detlef Glinski                   | 3123    |
|              | Kunstausstellung der DDR, Dresden - Weidendammbrücke, Kreidezeichnung von Arno Mohr | 10     | 22. September         | 8.000.000   | Manfred Gottschall               | 3124    |
|              | - Sie wollten nur Lesen und Schreiben lehren; Gemälde von Willi Sitte | 50     | 22. September         | 3.000.000   | Manfred Gottschall               | 3125    |
|              | - Großer trauernder Mann; Bronzeplastik von Wieland Förster | 70     | 22. September         | 3.000.000   | Manfred Gottschall               | 3126    |
|              | - Schale von Gerd Lucke | 1 M    | 22. September         | 2.200.000   | Manfred Gottschall               | 3127    |
|              | Flugpostmarken (V) - Stilisiertes Flugzeug mit Brief | 15     | 6. Oktober            | unbekannt   | Detlef Glinski                   | 3128    |
|              | - Stilisiertes Flugzeug mit Brief | 25     | 6. Oktober            | unbekannt   | Detlef Glinski                   | 3129    |
|              | 70. Jahrestag der Oktoberrevolution in Russland - Wladimir Iljitsch Lenin; Smolny-Gebäude, Leningrad; Kreuzer Aurora                                                                                                | 10     | 27. Oktober           | 8.000.000   | Joachim Rieß                     | 3130    |
|              | - Türme und Roter Stern des Kremlpalastes, Moskau | 20     | 27. Oktober           | 8.000.000   | Joachim Rieß                     | 3131    |
|              | 30 Jahre der Messe der Meister von Morgen (MMM) - Jugendlicher am Personalcomputer PC 1715 | 10     | 3. November           | 8.000.000   | Paul Reißmüller                  | 3132    |
|              | - Schweißroboter ZIM 10-S | 20     | 3. November           | 8.000.000   | Paul Reißmüller                  | 3133    |
|              | Weihnachtspyramiden aus dem Erzgebirge Diese und die folgenden fünf Marken wurden zusammen als Kleinbogen ausgegeben: - Annaberg (um 1810)                                                                          | 10     | 24. November          | 2.100.000   | Harry Scheuner                   | 3134    |
|              | - Freiberg (um 1830) | 20     | 24. November          | 2.100.000   | Harry Scheuner                   | 3135    |
|              | - Neustädtel (um 1870) | 25     | 24. November          | 2.100.000   | Harry Scheuner                   | 3136    |
|              | - Schneeberg (um 1870) | 35     | 24. November          | 2.100.000   | Harry Scheuner                   | 3137    |
|              | - Lößnitz (um 1880) | 40     | 24. November          | 2.100.000   | Harry Scheuner                   | 3138    |
|              | - Seiffen (um 1910) | 85     | 24. November          | 2.100.000   | Harry Scheuner                   | 3139    |

Es gibt keine Kleinbogen und Zusammendrucke